# نويل لوبيز
نويل لوبيز (بالإسبانية: Noel López)‏ هو لاعب كرة قدم إسباني في مركز الهجوم، ولد في 17 مارس 2003 في Silleda ‏ في إسبانيا.

## وصلات خارجية
- نويل لوبيز على موقع قاعدة بيانات كرة القدم.إي يو (الإنجليزية)
- نويل لوبيز على موقع Soccerbase.com (لاعب) (الإنجليزية)
- نويل لوبيز على موقع Soccerway.com (الإنجليزية)
- نويل لوبيز على موقع عالم كرة القدم.نت (الإنجليزية)